# Lovely One
Lovely One è una canzone del gruppo musicale statunitense The Jacksons scritta da Michael e Randy Jackson e pubblicata il 26 aprile 1980 come primo singolo dell'album Triumph.
Michael Jackson in seguito la inserì nella scaletta della prima parte della sua prima tournée da solista Bad World Tour (1987).

## Tracce
1. Lovely One – 4:52 (Michael Jackson/Randy Jackson)
2. Bless His Soul – 4:57 (The Jacksons)

## Formazione
- Michael Jackson - voce principale, cori, arrangiamenti
- Jackie Jackson - cori
- Tito Jackson - cori, chitarra
- Randy Jackson - cori
- Marlon Jackson - cori

### Ospiti
- Greg Phillinganes - tastiere
- David Williams - chitarra
- Mike Sembello - chitarra
- Tom Tom 84 - arrangiamenti
- Ollie Brown - batteria
- Nathan Watts - basso
- Paulinho da Costa - percussioni